# Wilhelm Friedrich Volger

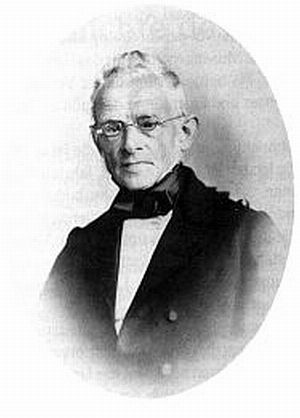
Wilhelm Volger

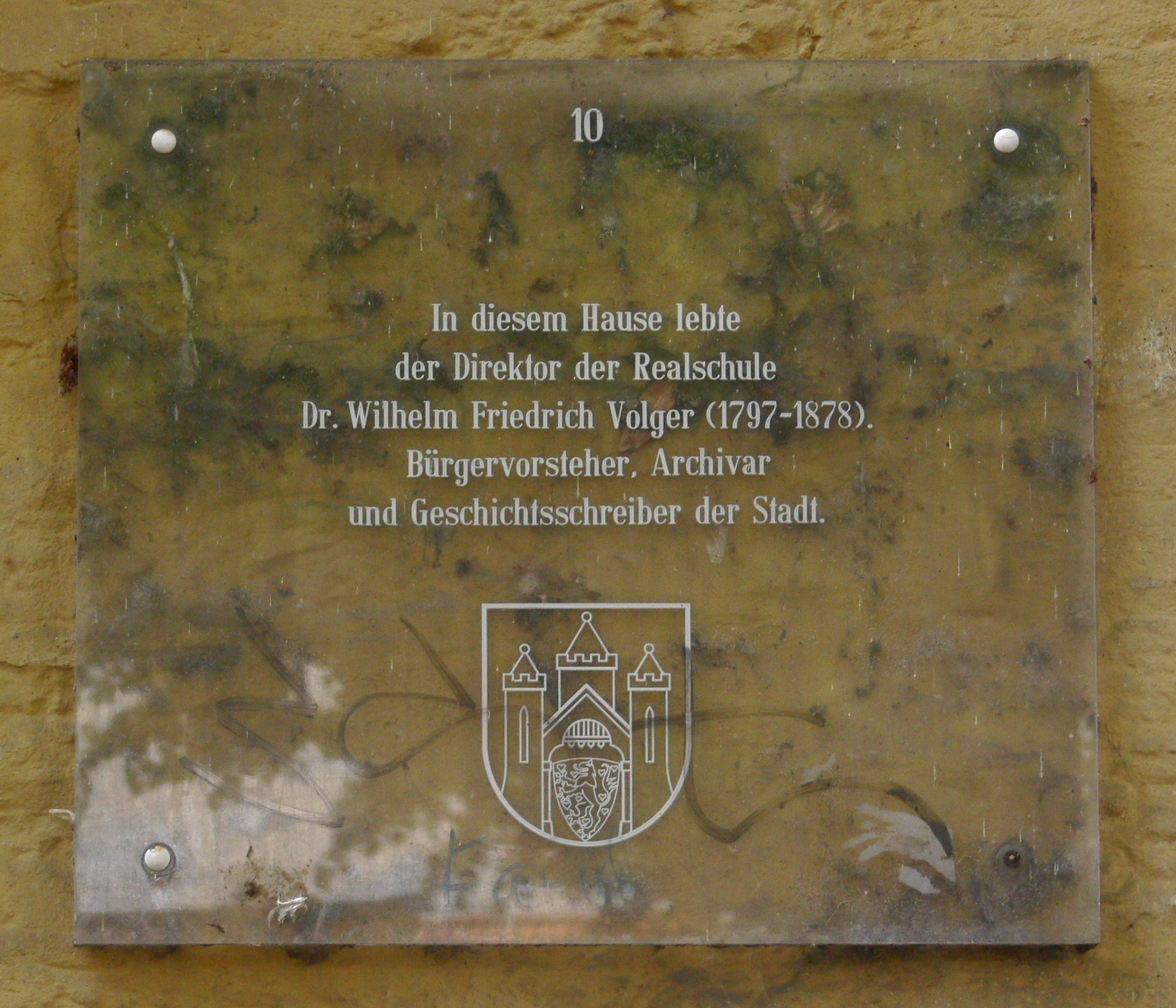
Gedenktafel für Wilhelm Friedrich Volger an seinem früheren Wohnhaus in Lüneburg

Wilhelm Friedrich Volger (* 31. März 1794 in Neetze; † 6. März 1879 Lüneburg) war ein deutscher Schulrektor, Pädagoge und Geschichtsschreiber der Stadt Lüneburg.

## Leben
Volger wurde mit drei Jahren zum Vollwaisen und wurde von Verwandten in Lüneburg erzogen. Nach dem Besuch des Johanneum Lüneburg studierte er ab 1812 an der Georg-August-Universität Göttingen zunächst Theologie, später Philologie mit den Fächern Geographie und Geschichte. Er wurde Mitglied des Corps Hannovera. 1815 schloss er mit der Promotion zum Dr. phil. ab und erhielt eine erste Stelle an seiner alten Schule in Lüneburg, wo er nach zwei Jahren Subconrektor und nach weiteren 13 Jahren Rektor wurde. Dieses Amt behielt er bis zu seinem Ruhestand als Lehrer bei.
1834 entstand unter seiner Leitung als Zweig des Johanneums das Realgymnasium als Ergänzung zur Lateinschule. Diesen Realklassen galt fortan sein vordringliches Interesse als Schulmann. Er verfasste mehrere Schulbücher in seinen Fächern, die auch wiederholt aufgelegt wurden. Dazu gehörten eine Weltgeschichte genauso wie die Geschichte des Herzogtums Braunschweig-Lüneburg oder thematische Abhandlungen über die Geschichte der Hansestadt Lüneburg und ihrer Bürger.
Nach dem Schuldienst wurde er im Ruhestand Stadtbibliothekar und Stadtarchivar der Stadt Lüneburg. Zwischen seinem 75. und seinem 83. Lebensjahr edierte er neben anderen Veröffentlichungen das Urkundenbuch der Stadt Lüneburg mit über 1.500 Urkunden.
Volger war 1828 bis 1873 durchgehend Meister vom Stuhl der von Adolf von Spörcken begründeten Lüneburger Freimaurerloge Selene.
Sein Sohn war der Geologe Otto Volger.

## Werke
Lüneburgensien
- Die merkwürdigsten Begebenheiten in Lüneburg während der Jahre 1813 und 1814 Lüneburg 1839, von Stern´sche Buchdruckerei
- Der Ursprung und der älteste Zustand der Stadt Lüneburg Lüneburg 1861, Herold und Wahlstab Buchhandlung
- Die Patrizier der Stadt Lüneburg Lüneburg 1863, Herold und Wahlstab Buchhandlung
- Urkundenbuch der Stadt Lüneburg 3 Bände 1872 – 1877, Hahn´sche Hofbuchhandlung Hannover (Digitalisat) (Band 1 und 2)
- Die Lüneburger Sülze Lüneburg 1956, Hoppe und Co.
- Lüneburger Nachrichten [1813–1875] in: Lüneburger Blätter, Heft 24, Lüneburg 1978, S. 7–108
- Lüneburger Blätter. Lüneburg, Nachdruck 1986. Mit einem Nachwort von Gerhard Körner. Wiederabdruck der 22 von Volger in den Jahren 1855 bis 1866 verfassten und in zwangloser Folge herausgegebenen Aufsätze zu unterschiedlichen Aspekten der Lüneburger Stadt- und Kulturgeschichte

Unterrichtswerke
- Leitfaden beim ersten Unterrichte in der Länder- und Völkerkunde für Gymnasien und Bürgerschulen Hannover 1. Auflage 1821, Hahn´sche Hofbuchhandlung
- Handbuch der Geographie Hannover 1. Auflage 1828, Hahn´sche Hofbuchhandlung
- Vergleichende Darstellung der alten, mittleren und neuen Geographie: ein Lehrbuch für die obersten Gymnasialklassen. Hannover 2. Auflage 1837, Hahnsche Hofbuchhandlung
- Anleitung zur Länder- und Völkerkunde. Für Bürger und Landschulen sowie zum Selbstunterricht Hannover 1. Auflage 1829, Hahn´sche Hofbuchhandlung
- Leitfaden bei dem Unterrichte der Hannoverisch Braunschweigischen Landesgeschichte Hannover 1. Auflage 1859, Hahn´sche Hofbuchhandlung